# فیان
فیان (به فرانسوی: Feillens) یک کمون در فرانسه است که در Canton of Bâgé-le-Châtel واقع شده‌است.

## خصوصیات
فیان ۱۴٫۹۱ کیلومترمربع مساحت و ۳٬۱۰۸ نفر جمعیت دارد و ۱۸۰ متر بالاتر از سطح دریا واقع شده‌است.